# Nash (rappeuse)
Pour les articles homonymes, voir Nash.
Nash, de son vrai nom Natacha Flora Sonloué, est une artiste rappeuse ivoirienne originaire de la ville de Duékoué. Appelée aussi la « go cracra du djassa », son style de musique est le « rap nouchi ».

## Biographie

### Enfance et débuts dans la musique
Nash grandit dans l’Ouest de la Côte d’Ivoire, plus précisément à Man elle évolue dans les années 1995 au sein d'une formation de rap de la région, le « Collecteeth Exceptionnel », qui fait du rap-ragga accompagné en live par des percussions,. Par la suite, Nash quitte Man en 1998 et s'installe avec ses parents à Yopougon, une commune de la ville d’Abidjan.

### Carrière musicale et collaboration
C'est en 1998 que Nash commence sa carrière musicale. Fréquentant les sound systems qui se déroulent dans les quartiers d'Abidjan, elle se démarque par son style argot urbain ivoirien communément appelé « nouchi »,.  Lors d'une de ses prestations à Yopougon, elle séduit Boni du groupe RAS et Joey Starr (du groupe NTM) qui décident de l'aider,. Elle apparaît avec le titre « 1ère Djandjou » sur la compilation « Enjaillement », co-produite par Boni et le rappeur et arrangeur ivoirien basé à Paris, Kesdo du groupe Les Refrè,. Ce titre à succès (1ère Djandjou), qui n'est qu'une reprise en rap nouchi du tube « 1er Gaou » de Magic System, propulse Nash dans le monde de la musique et lui permet d'enchainer les tournées dans plusieurs pays d'Afrique de l'Ouest,,.  Par la suite, Nash crée en 2005 le collectif hip-hop « Gbonhi Yoyoyo » rassemblant des artistes comme Priss’K, Zongo, Raja, Patché, Ada Shlaind, Kader et Nash elle même, pour un appel à la paix en Côte d'Ivoire,,. Avec l'album « Ya koi même ? », le Ghonhi Yoyoyo séduit le public ivoirien ainsi que les médias par le message véhiculé et part en tournée en Suisse et au Burkina Faso,.
Nash collabore ensuite en 2008 avec le rappeur français Mokobé sur l'album « Mon Afrique » de ce dernier. Elle y pose un interlude,,. Puis, elle sort en 2009 « Ziés Dédjas », son premier album solo,,. L'artiste travaille par la suite avec Papa Wemba sur le titre « Sapologie »,, et avec Nathalie Makoma sur une reprise du titre « Yété Oh » de Papa Wemba.
Nash sort son deuxième album en 2014 intitulé « Gué dans Gué », produit par sa propre structure 2NPROD (Nash Nouchi Production). S'ensuit la sortie de son maxi-single « On va se laisser » en 2016, toujours produit par sa structure personnelle.

### Actions sociales et activités connexes
Nash est une artiste engagée pour le bien-être des enfants. Nommée en 2019 ambassadrice nationale de l'UNICEF en Côte d'Ivoire, elle œuvre pour la cause des enfants de la rue victimes de violences. Elle apporte également aide et assistance aux jeunes désœuvrés à travers son ONG « Sciençons ».
De plus, Nash est l'initiatrice de « Hip-Hop Enjaillement », un festival de hip-hop créé en 2013 et qui se tient tous les ans dans la commune de Treichville à Abidjan.

## Discographie

### Albums
- 2009 : Ziés Dédjas
- 2014 : Gué dans Gué
- 2016 : On va se laisser